# خورخي ماجفود
جورجي ماجفود أو جورج محفوظ (Jorge Majfud) (من مواليد 1969) هو كاتب من الأوروغواي. ولد في تاكواريمبو في الأوروغواي. حصل على درجة احترافية في الهندسة المعمارية في عام 1996 من جامعة دي لا ريبوبليكا في مونتيفيديو. سافر على نطاق واسع لجمع المواد التي من شأنها أن تصبح في وقت لاحق جزءأً من رواياته ومقالاته. كان أستاذا في جامعة هيسبانواميريكانا كوستاريكا وفي إسكويلا تيكنيكا ديل أوروغواي حيث كان يُدرِّس الفن والرياضيات.
في عام 2003 دخل جامعة جورجيا حيث حصل على درجة الماجستير والدكتوراه في قسم اللغات الرومانسية. وهو عضو في اللجنة العلمية لمراجعة الأروكاريا من إسبانيا، وعضو في جمعية الشرف فاي كابا فاي، وعضو محترف في مركز PEN الأمريكي. درَّس في جامعة جورجيا وكان أستاذاً في جامعة لنكولن في بنسلفانيا. يعمل حالياً أستاذاً في جامعة جاكسونفيل.  نسخة محفوظة 23 يوليو 2011 على موقع واي باك مشين.
وقد فاز الدكتور محفوظ بالعديد من الجوائز البحثية بما في ذلك جائزة التميُّز في البحث العلمي في العلوم الإنسانية والآداب. رواياته ومقالاته هي قيد الدراسة في العديد من الجامعات في أوروبا والولايات المتحدة وأمريكا اللاتينية. «وهو واحد من أهم كُتَّاب الجيل الجديد من المثقفين اللاتين»., 

## الأعمال
تتضمن مؤلفاته (الإسبانية):
1. نحو أوطان الصمت / ذكريات اختفت (رواية، 1996)
2. نقد العاطفة النقية (مقال، 1998)
3. الملكة الأمريكية (رواية، 2001)
4. الوقت الذي كنت فيه أعيش (مقالات، 2004)
5. سرد المعاني الخفية / أمريكا اللاتينية الأيديولوجية (مقالات، 2006)
6. اغفر لنا خطايانا (قصص قصيرة، 2007)
7. مدينة القمر (رواية، 2009)
8. أزمة (رواية، 2012)[ http://www.voxxi.com/jorge-majfud-applies-his-fractal-vision-to-latino-immigrants/]
9 السيبورج (مقالات، 2012)
10. العودة الأبدية لقوتزلكتل.
نُشرت قصصه ومقالاته في الصحف اليومية والمجلات والمطبوعات مثل El País وLa República of Montevideo وCourrier الدولية في باريس وRebellion ومجلة Crítica اللاتينية من كلية دارتموث وPegaso من جامعة أوكلاهوما، وجامعة ولاية تكساس وChasqui من جامعة ولاية أريزونا وHispamerica من جامعة ميريلاند ومجلة وقائع الأمم المتحدة واليونيسيف و Araucaria من إسبانيا، إلخ. وهو مساهم في El Pais وفي La República of Montevideo وفي مجلة Monthly Review من نيويورك وفي Milenio من المكسيك وJornada of La Paz وبنما أميركا وEl Nuevo Herald من ميامي وPágina/12 من بوينس آيرس وCambio16 من إسبانيا، ومركز Cervantes من مدريد وThe Humanist من رابطة الإنسانيين الأمريكية وراديو الأوروغواي وراديو Nacional de Argentina وراديو Exterior de España وراديوPopolare Roma وغيرها الكثير من الصحف اليومية والأسبوعية.  نسخة محفوظة 10 يونيو 2010 على موقع واي باك مشين.
وهو عضو اللجنة العلمية الدولية لمجلة Araucaria في إسبانيا.
وقد ترجمت مقالاته واطروحاته إلى اللغة البرتغالية والفرنسية والإنجليزية والألمانية والإيطالية والباسكية، واليونانية. 
وقد ميَّز نفسه في مسابقات دولية مختلفة، على سبيل المثال:
يُذكر في Premio Casa de las Américas في هافانا، كوبا في عام 2001، لرواية La Reina de América «لأنها تبرز باعتبارها كتابة مركزة بشأن القوى المؤسسة باستخدام المحاكاة الساخرة والتهكم» ووذلك وفقاً لفريق من القضاة مؤلف من Belén Gopegui (إسبانيا)، Andrés Rivera (الأرجنتين)، Mayra Santos Febres (بورتوريكو) آخرين
جائزة التميز في البحث العلمي، جامعة جورجيا، 2006